# 馬克西姆·布爾巴克
馬克西姆·尤里耶維奇·布爾巴克（烏克蘭語：Максим Юрійович Бурбак；1976年1月13日—）是烏克蘭的一位政治人物。他曾經擔任烏克蘭基礎設施部部長。自2015年7月3日開始，布爾巴克擔任人民陣線在烏克蘭國會黨團的領導人。他自2012年開始擔任國會議員，現在所屬政黨是人民陣線。他在1998年畢業於切爾諾夫策大學。布爾巴克已經結婚並有兩個孩子。

## 外部連結
- Biography （页面存档备份，存于）